# معركة تافالا
معركة تافالا (بالإسبانية: Batalla de Tafalla)‏، اندلعت عام 1043 (بعض المؤرخين يقول 1035)، وكانت بين الأخوين غارسيا سانشيز الثالث ملك نافارا وراميرو الأول ملك أراغون، بالقرب من مدينة تافالا وأنتصر فيها غارسيا.

## المعركة
عندما مات نافارا سانشو الكبير اندلعت الحرب الأهلية في إسبانيا النصرانية بين الإخوة الأشقاء، وكانت حربًا دموية وشرسة، استعان أطرافها بالغيلة والخيانة والخديعة.
لم يقتنع راميرو ملك أراغون بنصيبه من مملكة أبيه، وطمع في نصيب أخيه غارسيا؛ أي: مملكة نافارا نفسها، ولم تكن قوَّاته كفيلة بتحقيق أحلامه، فعقد حلفًا مع جاره المسلم سليمان بن هود حاكم طائفة سرقسطة على أن يُمِدَّه بجنود من عنده، ثم زحف راميرو في قوَّاته المتحدة، إلى نافار ومعه حلفاؤه من المسلمين، وضرب حصاره على قلعة تافالا، وعلى عَجَلٍ جمع غارسيا جيوشه، وفي جُنح الظلام انقضَّ بقواته على جيش راميرو، وكانت مقتلة عظيمة ومفاجأة، وقُتل كذلك معظم جيش المسلمين المشارك في المعركة.